# Come Out and Play (álbum)
Come Out and Play es el cuarto álbum de estudio de la banda estadounidense Twisted Sister, publicado por Atlantic Records el 22 de noviembre de 1985. El álbum no pudo repetir el éxito cosechado por la banda con su anterior producción, Stay Hungry de 1984. Aunque el álbum vendió más de 500 000 copias logrando convertirse en disco de oro, la gira promocional del mismo fue un fiasco, con fechas canceladas y muy poca asistencia. El baterista A. J. Pero abandonó la banda luego de finalizar la gira en 1986, contribuyendo al mal momento en el que se encontraba la agrupación, lo que terminaría llevando a la disolución de la misma luego de la publicación del álbum Love is For Suckers a finales de 1987.

## Detalles
Después del éxito masivo e inesperado de Stay Hungry de 1984, que estableció a Twisted Sister como uno de los mejores actos discográficos del mundo, la banda se enfrentó a la pregunta de si debían continuar en una dirección más orientada al pop o regresar a sus raíces de heavy metal. Finalmente intentaron hacer ambas cosas, pero el enfoque no tuvo éxito y Come Out and Play marcó el comienzo del declive comercial de la banda. El primer sencillo del álbum, " Leader of the Pack ", un Shangri-Lascover, tenía la intención de continuar la popularidad y el atractivo comercial de la banda, pero la canción resultó muy impopular entre los fanáticos. En última instancia, ni "Leader of the Pack" ni el segundo sencillo "Be Chrool To Your Scuel" (con la participación de artistas como Alice Cooper , Brian Setzer , Clarence Clemons y Billy Joel ) recibieron la reacción positiva de la banda y su sello discográfico. estaban esperando, marcando el comienzo del declive de la banda.
La gira de apoyo fue un fiasco, con fechas canceladas y poca asistencia. El baterista AJ Pero dejó la banda después de que la gira terminó en 1986, contribuyendo al caos que finalmente llevó a la ruptura de la banda después del lanzamiento de Love Is For Suckers a fines de 1987.
Desde un punto de vista musical, el álbum no fue una gran desviación de Stay Hungry , a pesar de una producción que suena un poco más comercial del productor de Scorpions , Dieter Dierks .
Los videos musicales de "Leader of the Pack" y "Be Chrool to Your School" siguieron la naturaleza cómica de los videos anteriores de la banda, pero este último, con Alice Cooper, fue prohibido por MTV debido a que era demasiado ofensivo. No se hizo ningún video para el último sencillo del álbum, "You Want What We Got".
En 1986, la banda lanzó el video casero Come Out and Play: The Videos en VHS , que incluía cuatro videos ("No vamos a tomarlo", "I Wanna Rock", "Leader of the Pack" y "Be Chrool to Your Scuel") unidos por escenas de Dee Snider en un depósito de chatarra de metal siendo visitado por niños y otras personas cuestionables que necesitan consejo sobre sus problemas, con la melodía de" Come Out and Play ". Este video casero no se ha publicado desde entonces en DVD .
La canción principal mostraba a Dee Snider juntando botellas diciendo "Twisted Sister, sal y juega" varias veces al principio, una referencia a la película clásica de culto de 1979 The Warriors , cuando el villano principal, Luther, canta "Warriors, come out to play "mientras se juntan las botellas.

## Lista de canciones
Todas las canciones escritas y compuestas por La canción Leader of the Pack  no fue escrita por Dee Snider, las demás si.. 
| Side one |                                               |          |  |
| N.º      | Título                                        | Duración |  |
| 1.       | «Come Out and Play»                           | 4:51     |  |
| 2.       | «Leader of the Pack » (The Shangri-Las Cover) | 3:48     |  |
| 3.       | «You Want What We Got»                        | 3:45     |  |
| 4.       | «I Believe in Rock 'n' Roll»                  | 4:03     |  |
| 5.       | «The Fire Still Burns»                        | 3:34     |  |

| Side two |                                                   |          |  |
| N.º      | Título                                            | Duración |  |
| 6.       | «Be Chrool to Your Scuel» (invitado Alice Cooper) | 3:53     |  |
| 7.       | «I Believe in You»                                | 5:23     |  |
| 8.       | «Out on the Streets»                              | 4:27     |  |
| 9.       | «Lookin' Out for #1»                              | 3:07     |  |
| 10.      | «Kill or Be Killed»                               | 2:47     |  |

| Cassette and CD versions bonus track |                     |          |  |
| N.º                                  | Título              | Duración |  |
| 11.                                  | «King of the Fools» | 6:26     |  |

### Vídeos
- "Leader of the Pack"
- "Be Chrool to Your Scuel"

## Personal

### Twisted Sister
- Dee Snider - voz principal, coros

- Eddie Ojeda - guitarras solistas y rítmicas, coros

- Jay Jay French - guitarras rítmicas y principales, coros

- Mark Mendoza - bajo, coros

- AJ Pero - batería, percusión

### Músicos adicionales
- Alan St. John - teclados

- Don Dokken , Gary Holland - coros

- Alice Cooper - co-voz principal en "Be Chrool to Your Scuel"

- Brian Setzer - solo de guitarra en "Be Chrool to Your Scuel"

- Billy Joel - piano en "Be Chrool to Your Scuel"

- Clarence Clemons - solo de saxofón en "Be Chrool to Your Scuel"

### Los Uptown Horns
- Crispin Cioe - saxofón barítono en "Be Chrool to Your Scuel"

- Arno "Cool-Ray" Hecht - saxofón tenor en "Be Chrool to Your Scuel"

- "Bad" Bob Funk - trombón en "Be Chrool to Your Scuel"

- "Hollywood" Paul Litteral - trompeta en "Be Chrool to Your Scuel"

- Julia Waters, Maxine Waters - coros en "Be Chrool to Your Scuel"

## Producción
- Dieter Dierks - productor, masterización de audio LP

- Eddy Delana - ingeniero de sonido

- Craig Engel - ingeniero asistente en Los Ángeles

- Craig Vogel - ingeniero asistente en Nueva York

- Bob Ludwig - masterización de audio LP

- Mikael Kirke - director de arte

- Mark Weiss - director de arte, fotógrafo

- Barry Diament - masterización de audio en CD

## Estrellas invitadas del video
Las siguientes personas aparecieron solo en el video oficial de la canción:
- El comediante Bobcat Goldthwait
- El maquillador Tom Savini
- El actor Luke Perry

## Ranking
| Año  | Chart                         | Posición |
| ---- | ----------------------------- | -------- |
| 1985 | Swedish Albums Chart          | 10       |
| 1985 | UK Albums Chart               | 95       |
| 1986 | Australia (Kent Music Report) | 56       |
| 1986 | Norwegian Albums Chart        | 11       |
| 1986 | RPM100 (Canadá)               | 36       |
| 1986 | Billboard 200 (USA)           | 53       |

| Año                  | Canción | Chart                   | Posición |
| -------------------- | ------- | ----------------------- | -------- |
| "Leader of the Pack" | 1985    | Mainstream Rock (USA)   | 32       |
| "Leader of the Pack" | 1986    | UK Singles Chart        | 47       |
| "Leader of the Pack" | 1986    | Billboard Hot 100 (USA) | 53       |
| "Leader of the Pack" | 1986    | Top Singles Canada      | 80       |

### País
| País    | Organización | Año  | Ventas           |
| USA     | RIAA         | 1986 | Gold (+ 500,000) |
| Finland | IFPI         | 1986 | Gold (+ 25,000)  |
| Sweden  | GLF          | 1986 | Gold (+ 50,000)  |